# INRI

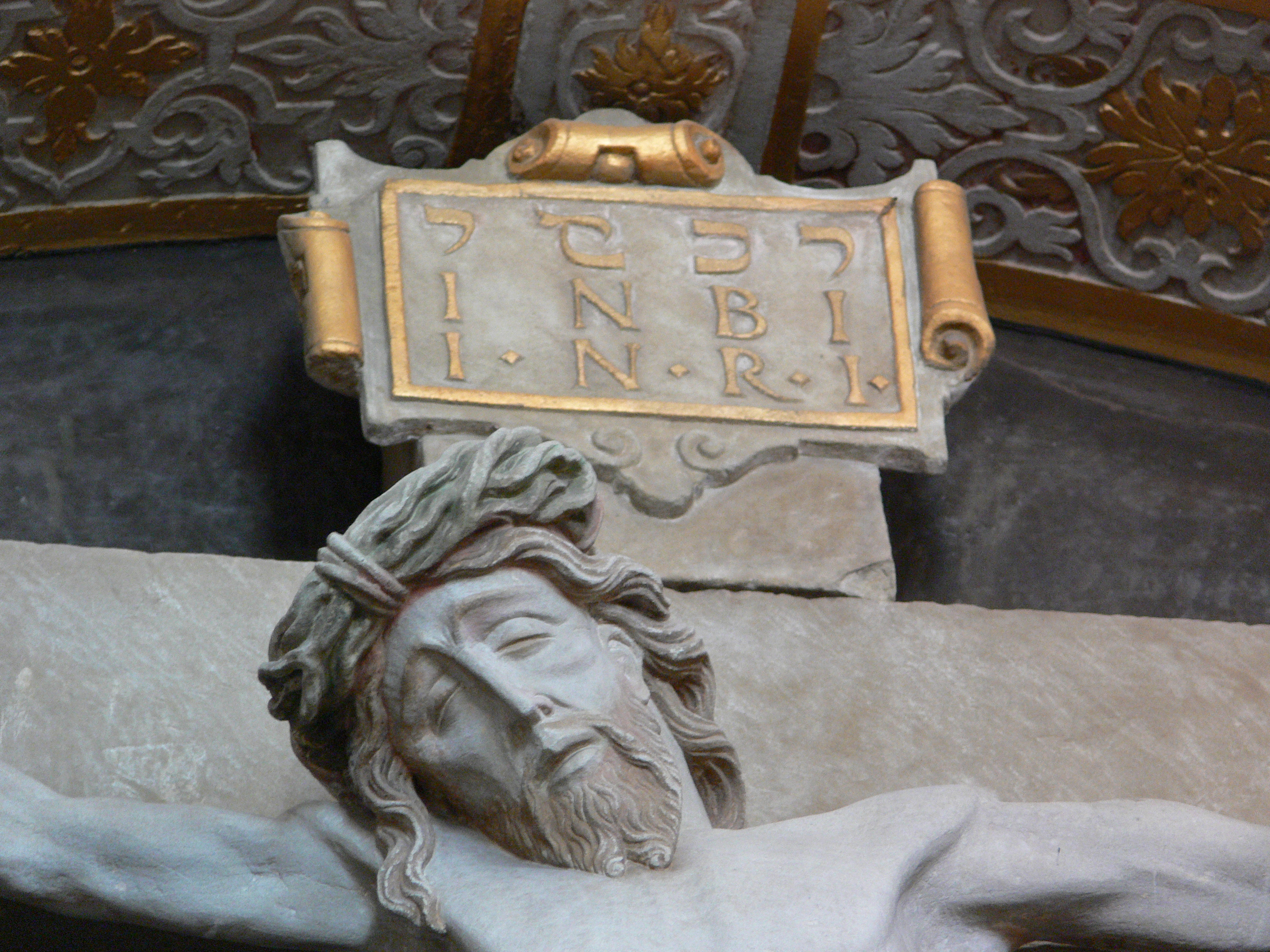
Tabulka na krucifixu s trojjazyčným nápisem ינמי, ΙΝΒΙ a I·N·R·I·

Nápis INRI je zkratkou latinského Iesus Nazarenus Rex Iudaeorum, česky Ježíš Nazaretský, král židovský a bývá tradičně zobrazován na krucifixech a jiných zobrazeních ukřižovaného Ježíše Krista. 

## Původ a význam

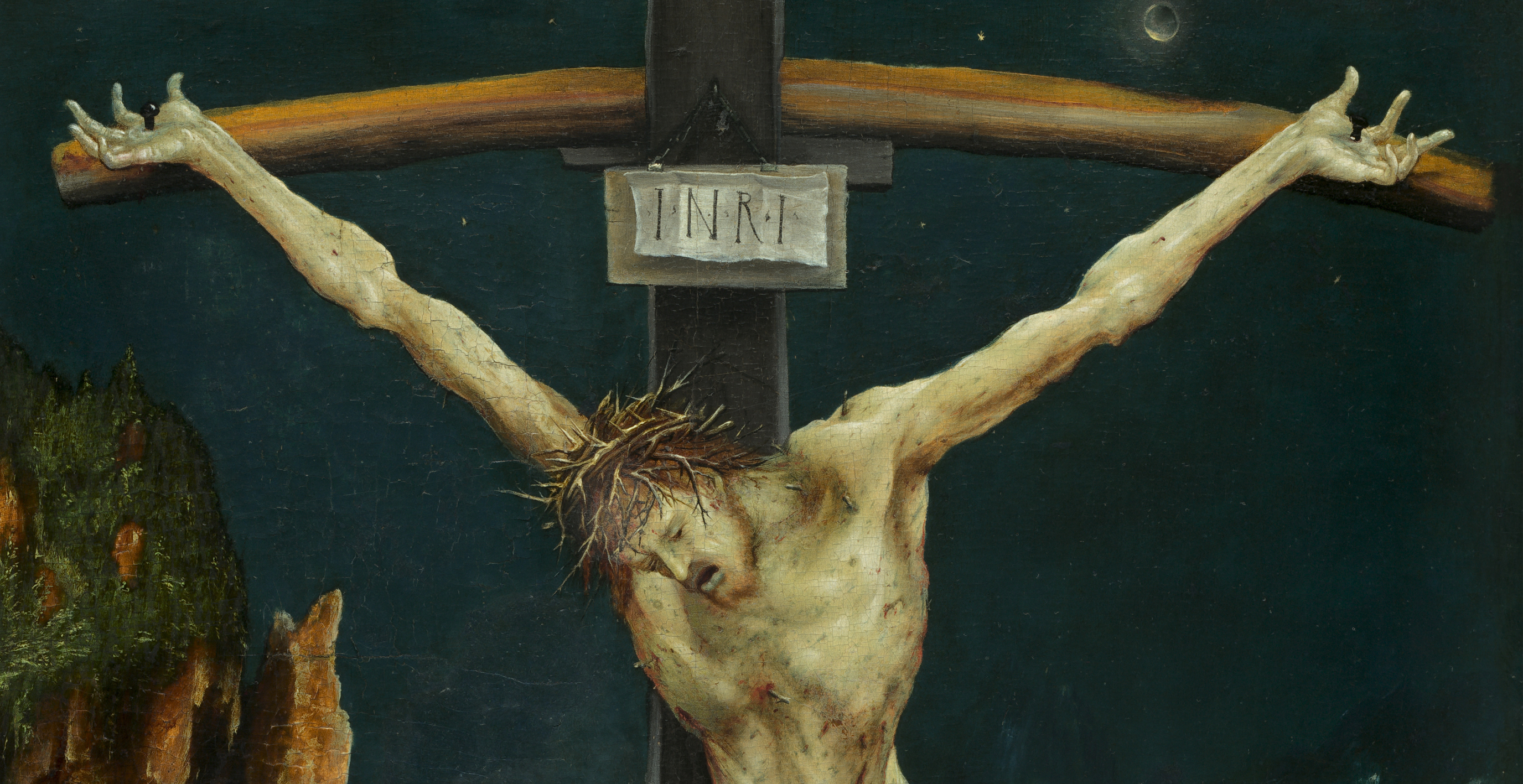
INRI na Grünewaldově Ukřižování

Nápis Ježíš nazaretský, král židovský nechal na Ježíšův kříž umístit Pilát Pontský podle Janova evangelia ve třech jazycích – hebrejštině, latině a řečtině. Markovo evangelium pouze uvádí, že Ježíšovo provinění označoval nápis Král Židů.
Ježíš je v řeckém originále označen titulem Nazóraios (nazórejský), latinská podoba Nazarenus vychází z jiné řecké varianty souběžně používané v Novém zákoně Nazarénos (nazarénský). Původ těchto jmen je nejistý, ale obvykle se překládají podle předpokládaného významu „z Nazaretu“ podle vesnice či města, kde Ježíš žil a vyrůstal. Titul „král židovský“ odkazuje na Mesiáše (hebrejsky Mašiach, „pomazaný“, řecky Christos), židy očekávaného krále, za kterého se měl Ježíš vydávat a proto byl Pilátem Pontským na nátlak davu odsouzen k ukřižování.
Zkrácení nápisu na latinské iniciály se objevuje v západním umění od doby románské. Trojjazyčné nápisy se objevují v období protireformace v 16. století, kdy byl dáván důraz na studium původního biblického textu.

## Varianty a další významy

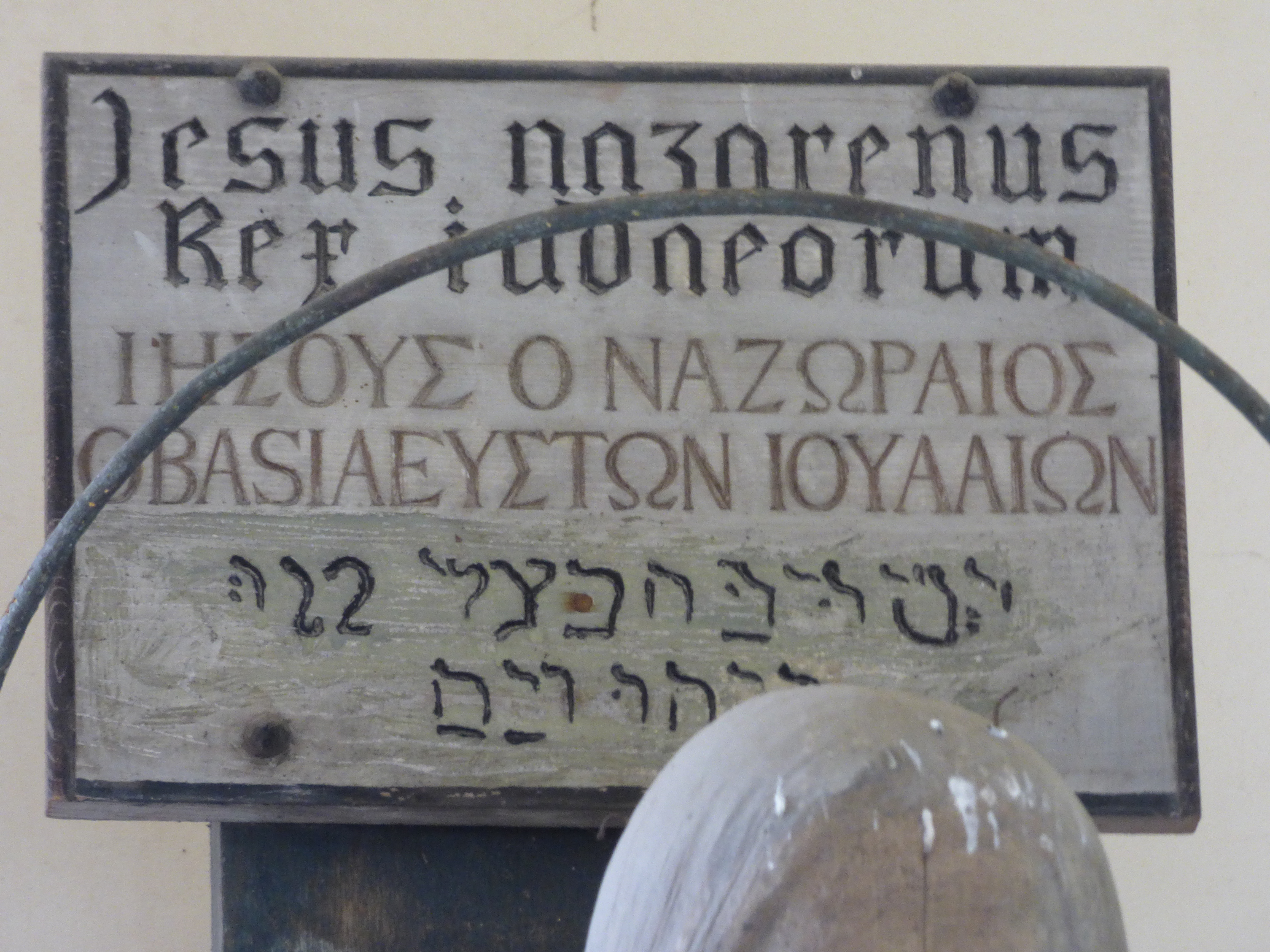
Plné znění nápisu na krucifixu v klášteře v Gurku

Někdy se používá také podoba JNRJ, která vychází z pozdějšího latinského pravopisu. Východní církev užívá namísto toho písmen INBI, vycházející z řecké podoby nápisu (Ἰησοῦς ὁ Ναζωραῖος ὁ βασιλεὺς τῶν Ἰουδαίων – Iésús ho Nazóraios ho basileus tón Iúdaión). Často východní (např. pravoslavní) věřící uvádějí namísto toho např. … ho basileus tú kosmú (… král všehomíra) anebo ho basileus tés doxés (Král slávy) s tím, že ikony vyjadřují duchovní realitu a ne fyzickou realitu.
Později byl zkratce INRI přidán ještě jeden význam – In nobis regnat Iesus, V nás kraluje Ježíš.
Alchymisté zkratce vytvořili jiný význam, založený na představě živlů – Igne Natura Renovatur Integra, Veškerá příroda se obnovuje ohněm.